# Okręg Calvi
Okręg Calvi (fr.: Arrondissement de Calvi) – okręg Francji na Korsyce. Populacja wynosi 27 tysięcy osób.

## Podział administracyjny
W skład okręgu wchodzą następujące kantony:
- Belgodère,
- Calenzana,
- Calvi,
- Conca-d'Oro,
- Haut-Nebbio,
- L'Île-Rousse.